# Олена Зноймо
Олена Зноймо або Олена Ростиславна  (1141 — 1202/06) — королева-регент Польщі, княгиня Кракова, Сандомирії і Мазовії (1194—1199/1200). Дружина Великого князя Польщі Казимира II
За однією версією була богемською принцесою, донькою князя Конрада II Зноймо і його дружини Марії Сербської.
За іншою версією була донькою великого князя київського Ростислава Мстиславича.

## Біографія
Близько 1162 року стала дружиною польського короля Казимира II, наймолодшого сина князя Польщі Болеслава III.
Після його смерті (1 травня 1194) п'ять років правила Польщею, як королева-регент при малолітньому сині-спадкоємці престолу Лешко I. Від імені двох неповнолітніх синів взяла регентство Малопольщі і Мазовії з благословеннями єпископа Кракова Фулко і Краківського воєводи.
Правління Олени було нелегким, оскільки брат Казимира II Мешко III постійно боровся за владу й претендував на трон. 1195 це протистояння князя Мешка III з Краківським і Мазовецьким князем Лешком і його молодшим братом-співправителем Конрадом I закінчилось Битвою над Мозгавою. Олену та її малолітніх дітей підтримав Великий князь Київський Роман Мстиславич, що взяв участь в цій битві.
1196 Мешко III дипломатичним шляхом, домовившись, що він визнає Лешка І своїм спадкоємцем, захопив Краків. Олена та її сини отримали Мазовію та Куявію.
Проте його політика узурпації влади призвлела до повстання місцевої еліти й 1199 р. Мешко III вигнали з Кракова.Однак 1200 р. Мешко знову повернув собі владу (на умовах 1196 року). Помер 1202 р.
Олена померла до 1206 року.
Її сучасник Вінцентій Кадлубек у своїй Хроніці написав: Олена була «жінкою з більшою мудрістю, ніж зазвичай у жінок».

## Діти
- Марія-Анастасія (після 1167 — ?), дружина з 1178 р. Великого князя Київського Всеволода Чермного
- Казимир (1162 — 1167)
- Болеслав (1168/71 — 16 квітня 1182/83)
- Одон (?), помер в дитинстві
- Аделаїда (1177/84 — 8 грудня 1211), засновниця монастиря св. Якоба в Сандомері
- Лешко I (1184/85 — 24 листопада 1227), князь Польщі
- Конрад I (1187/88 — 31 серпня 1247), князь Польщі.